# Chloraea fonkii
Chlorea fonkii és una espècie de planta de la família de les orquidàcies, endèmica del Sud de Xile i de l'Argentina.

## Descripció
Planta herbàcia geòfita que ateny els 50 cm. Fulles lanceolades, agrupades en rosetes basals doblegades pel nervi central. També disposa de fulles caulinars distribuïdes escalonadament al llarg de la tija. Les flors són més aviat petites, blanques amb nervis reticulats verds; apareixen reunides en inflorescències terminals en grupets de 3-5. La flor consta de tres sèpals grans i llargs i tres pètals. El pètal inferior presenta diferents làmines rectes i un marge engrossat i verd. Floreix a finals d'estiu i principis de tardor. El fruit és una càpsula coronada per restes de la flor.

## Distribució
Habita "mallines", zones humides i pantanoses de la Patagònia, dels 400 als 1500 metres. Des de Neuquén fins a la Terra del Foc i a les illes Malvines.